# Comuna Găiceana, Bacău
Găiceana este o comună în județul Bacău, Moldova, România, formată din satele Arini, Găiceana (reședința), Huțu și Popești.

## Așezare
Comuna se află în zona de sud-est a județului, în colinele Tutovei, pe râul Găiceana, afluent al Berheciului. Este traversată de șoseaua județeană DJ252, care o leagă spre nord de Pâncești, Parincea, Ungureni și Buhoci (unde se termină în DN2F) și spre sud de Huruiești și mai departe în județul Vrancea de Homocea și Ploscuțeni și mai departe în județul Galați de Buciumeni, Nicorești și Cosmești (unde se termină în DN24). Din acest drum, la Găiceana se ramifică șoseaua județeană DJ206A, care duce spre est la Dealu Morii.

## Demografie
Componența etnică a comunei Găiceana
     Români (82,61%)
     Maghiari (11,59%)
     Alte etnii (0,2%)
     Necunoscută (5,59%)
Componența confesională a comunei Găiceana
     Ortodocși (48,68%)
     Romano-catolici (44,95%)
     Alte religii (0,2%)
     Necunoscută (6,16%)
Conform recensământului efectuat în 2021, populația comunei Găiceana se ridică la 2.467 de locuitori, în scădere față de recensământul anterior din 2011, când fuseseră înregistrați 3.069 de locuitori. Majoritatea locuitorilor sunt români (82,61%), cu o minoritate de maghiari (11,59%), iar pentru 5,59% nu se cunoaște apartenența etnică. Din punct de vedere confesional, cei mai mulți locuitori sunt ortodocși (48,68%), cu o minoritate de romano-catolici (44,95%), iar pentru 6,16% nu se cunoaște apartenența confesională.

## Politică și administrație
Comuna Găiceana este administrată de un primar și un consiliu local compus din 11 consilieri. Primarul, Alina Gal[*], de la Uniunea Democrată Maghiară din România, este în funcție din 1 noiembrie 2024. Începând cu alegerile locale din 2024, consiliul local are următoarea componență pe partide politice:
|  | Partid                                 | Consilieri | Componența Consiliului | Componența Consiliului | Componența Consiliului | Componența Consiliului |
|  | -------------------------------------- | ---------- | ---------------------- | ---------------------- | ---------------------- | ---------------------- |
|  | Uniunea Democrată Maghiară din România | 4          |                        |                        |                        |                        |
|  | Partidul Național Liberal              | 4          |                        |                        |                        |                        |
|  | Partidul Social Democrat               | 3          |                        |                        |                        |                        |

## Istorie
La sfârșitul secolului al XIX-lea, comuna era reședința plășii Berheci a județului Tecuci și era formată din satele Găiceana, Ghilovești, Huțu, Lunca, Marginea, Petroasa, Popești, Recea, Ungureni, Valea Morii și Zlătăreasa, având în total 2110 locuitori. În comună existau cinci biserici și două școli — una la Găiceana și alta la Huțu, având împreună 78 de elevi (dintre care 15 fete). În 1925, Anuarul Socec o consemnează ca reședință a plășii Găiceana, având aceeași alcătuire și o populație de 2773 de locuitori. Legea administrației locale din 1931 consemnează următoarele sate: Ghilăvești, Gura Zlătăresei, Huțu, Lunca, Marginea, Petroasa, Popești, Recea, Târgu Găiceana, Unguri, Valea Morii și Zlătăreasa.
În 1950, comuna a trecut în administrarea raionului Răchitoasa din regiunea Bârlad și apoi (după 1956) raionului Adjud din regiunea Bacău. În 1968 a fost transferată la județul Bacău. Tot atunci, satul Târgu Găiceana a luat numele de Găiceana și au fost desființate satele Lunca, Marginea, Petroasa și Recea (comasate cu satul Găiceana), Valea Morii (comasat cu satul Huțu) și Zlătăreasa (comasat cu satul Popești); iar satul Unguri a luat denumirea de Arini.

## Monumente istorice
Patru obiective din comuna Găiceana sunt incluse în lista monumentelor istorice din județul Bacău ca monumente de interes local. Două dintre ele sunt situri arheologice — așezarea de la Arini din punctul „Dealul Popii”, aparținând culturii Foltești din Epoca Bronzului, și așezarea eneolitică de la „Pietroasa”, la 600 m sud-est de satul Găiceana, aparținând culturii Cucuteni A. Celelalte două obiective sunt clasificate ca monumente de arhitectură: școala (1908) și biserica de lemn „Adormirea Maicii Domnului” din cătunul Recea (1808, reconstruită în 1864), ambele aflate în satul Găiceana.